# Moore südlich von Schönheide
Das Naturschutzgebiet Moore südlich von Schönheide, vor Ort auch als Baumgärtels Kiefern bekannt, ist ein „Komplex von artenreichen montanen Grünlandgesellschaften wie Borstgrasrasen, Berg- und Feuchtwiesen, die zum Teil mosaikartig eng miteinander verzahnt sind. Weiterhin befinden sich Zwergstrauchheiden sowie Moorbereiche und Moorwälder der verschiedensten Ausprägungsformen entsprechend der hydrologischen und geologischen Bedingungen“. Auf dem nicht abgebautem Moorrest steht ein Moorbirken-Moorwald mit Moor-Kiefern (Pinus rotundata).

## Lage
Das Naturschutzgebiet liegt am Südhang des Berges Baumannsberg (725,5 m ü. NHN) und erstreckt sich von einer Höhe von etwa 710 m ü. NN an seiner höchsten Stelle bis auf eine Höhe von etwa 658 m ü. NN. Es ist weitgehend Teil des nach der Richtlinie 92/43/EWG (Fauna-Flora-Habitat-Richtlinie) (kurz „FFH-Richtlinie“) ausgewiesenen Natura-2000-Gebietes Bergwiesen um Schönheide und Stützengrün. In seinem südöstlichen Randbereich ragt es etwas über das FFH-Gebiet hinaus. Seine Nordgrenze bildet der in Landkarten als „Fichzigweg“ bezeichnete Weg und seine Südgrenze der in Landkarten nicht bezeichnete Rautenkranzer Weg, bis dieser an den Weg stößt, der in Landkarten als „Hammergockel“ bezeichnet wird. Im Gebiet gibt es flache Mulden mit einer Neigung nach Süden von unterschiedlicher Neigung des Hanges. Nach der Höhe gehört das Gebiet zu den Mittleren Lagen des Erzgebirges mit einer Jahresdurchschnittstemperatur von 5,5 ° bis 7,0 °. Es liegt nach der Naturraumkarte von Sachsen in der Mesogeochore „Schönheider Hochflächen“ und gehört zur Mikrogeochore „Schönheider Kuppengebiet“. Durch das Gebiet fließt zur Zwickauer Mulde ein an seinem Nordrand entspringender Bach, der in Karten bis ins ausgehende 20. Jahrhundert namenlos war, im Gutachten von RANA – Büro für Ökologie und Naturschutz als „Purichbächel“ und in der Topographischen Karte 1:10.000 Nr. 5541-NW-Wilzschhaus sowie im Gewässerhaushaltsportal von Sachsen als „Hochmoorbächel“ bezeichnet wird. Dieser Bach trug früher die Bezeichnung „Geyer Seiffen Bach“, so schon im Jahr 1792 auf Blatt 196 der Meilenblätter von Sachsen, und auch auf Blatt 195 des Berliner Exemplars von 1791 dieser Landkarte findet sich dieselbe Bezeichnung dieses Baches. Am West- und Südrand des Gebietes beginnen die bis zur Zwickauer Mulde reichenden Wälder, in denen als höhere Erhebungen der Obere Keilberg (689,1 m ü. NHN) und der Untere Keilberg (686 m ü. NHN) liegen. Zwischen diesen liegt westlich der zur Mulde führenden Forststraße, die in Karten als „Hammergockel“ eingetragen ist, der Berg Hammerkogel (686,6 m ü. NHN).
Nach geologischen Gesichtspunkten befindet sich das Schutzgebiet im Eibenstocker Granitmassiv.

## Geschichte

Profilschnitt durch ein Gebirgshochmoor

Das „Schönheider Hochmoor“ (sog. Baumgärtels Kiefern) soll im Jahr 1899 etwa 21 Hektar ausgemacht haben. Der bäuerliche Torfabbau für Heizzwecke war in dieser Zeit schon begonnen, hatte aber seinen Schwerpunkt zwischen 1910 und 1960. Nach ersten Bemühungen um eine Unterschutzstellung 1933 kam eine Sicherstellung erst im Jahr 1962. Zu dieser Zeit war der stark vertorfte Kern des Moores schon zum großen Teil abgebaut. Es waren aber noch ausgedehnte Torfwiesen vorhanden. Eine Fläche von 3,08 Hektar war von 1967 bis 1983 Naturschutzgebiet. Es wurde gelöscht, weil trotz der Schutzregelungen ortsfremde Murray-Kiefern (Pinus contorta) im Moor angepflanzt, Torfwiesen mit Fichten bestockt, Resttorfhügel abgetorft und die Mooraustrocknung durch Gräben betrieben wurden.
Die Gemeinde Schönheide hat Anfang 2021 die ihr gehörenden Wiesen- und Waldflächen mit 21.000 Quadratmeter im westlichen Teil des Naturschutzgebietes zum Verkauf angeboten.

## Unterschutzstellung
Die Verordnung des Erzgebirgskreises vom 25. November 2013 zur Festsetzung des Naturschutzgebietes „Moore südlich von Schönheide“ wurde im Sächsischen Gesetz- und Verordnungsblatt 2/2014 vom 31. Januar 2014 verkündet. In das Naturschutzgebiet wurden zwei südlich des Berges Knock gelegene Flächennaturdenkmale einbezogen, die im Jahr 1979 festgesetzt worden waren, nämlich die „Wiese an den Baumgärtelskiefern“ mit einer Größe von einem Hektar und das „Keilberg-Moor“ (0,18 Hektar) sowie außerdem das „Schönheider Hochmoor“, die sogenannten Baumgärtels Kiefern. Unter letzterem Namen ist das Naturschutzgebiet vor Ort bekannt.

## Beschreibung

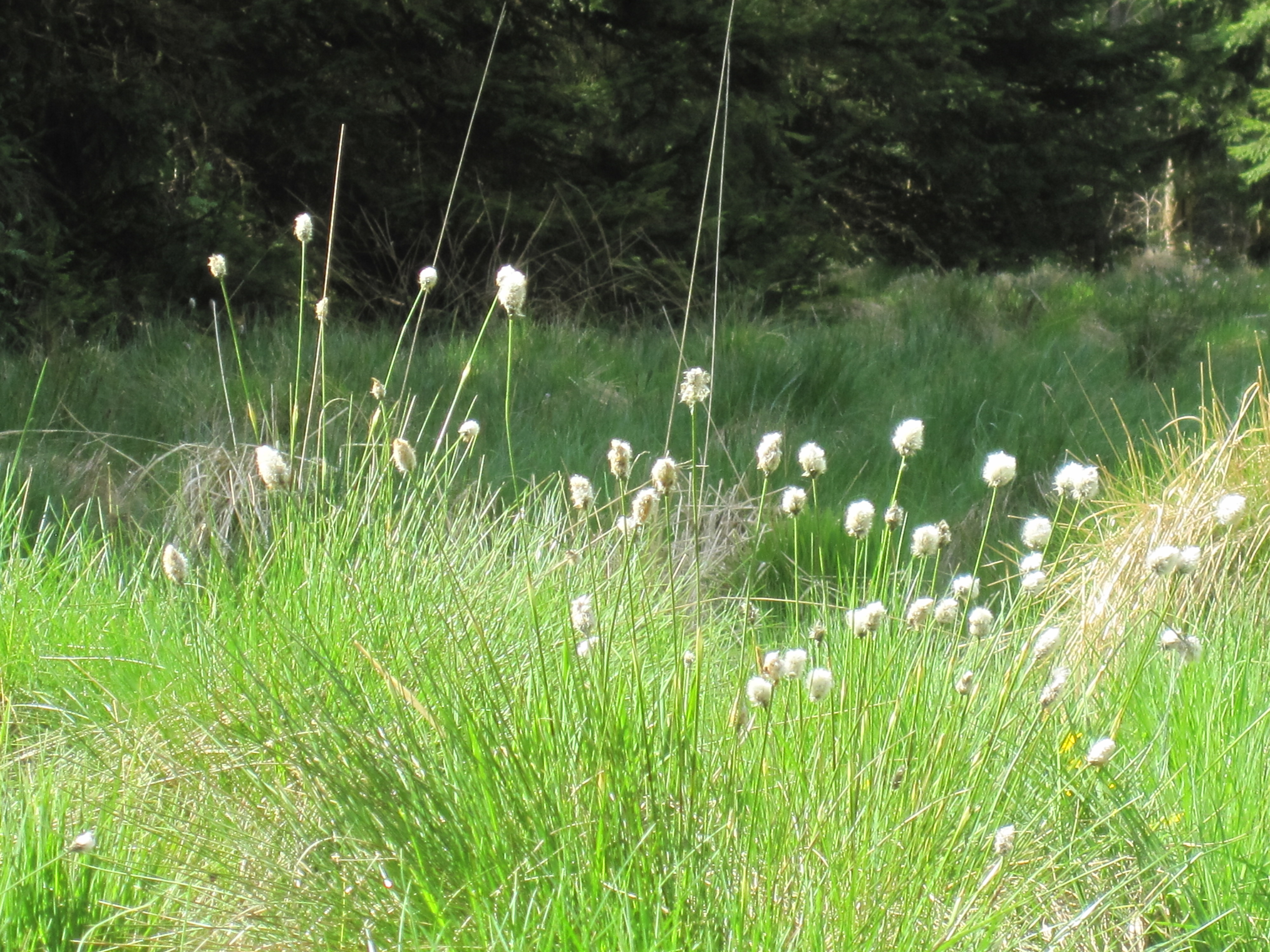
Schmalblättriges Wollgras (2016)

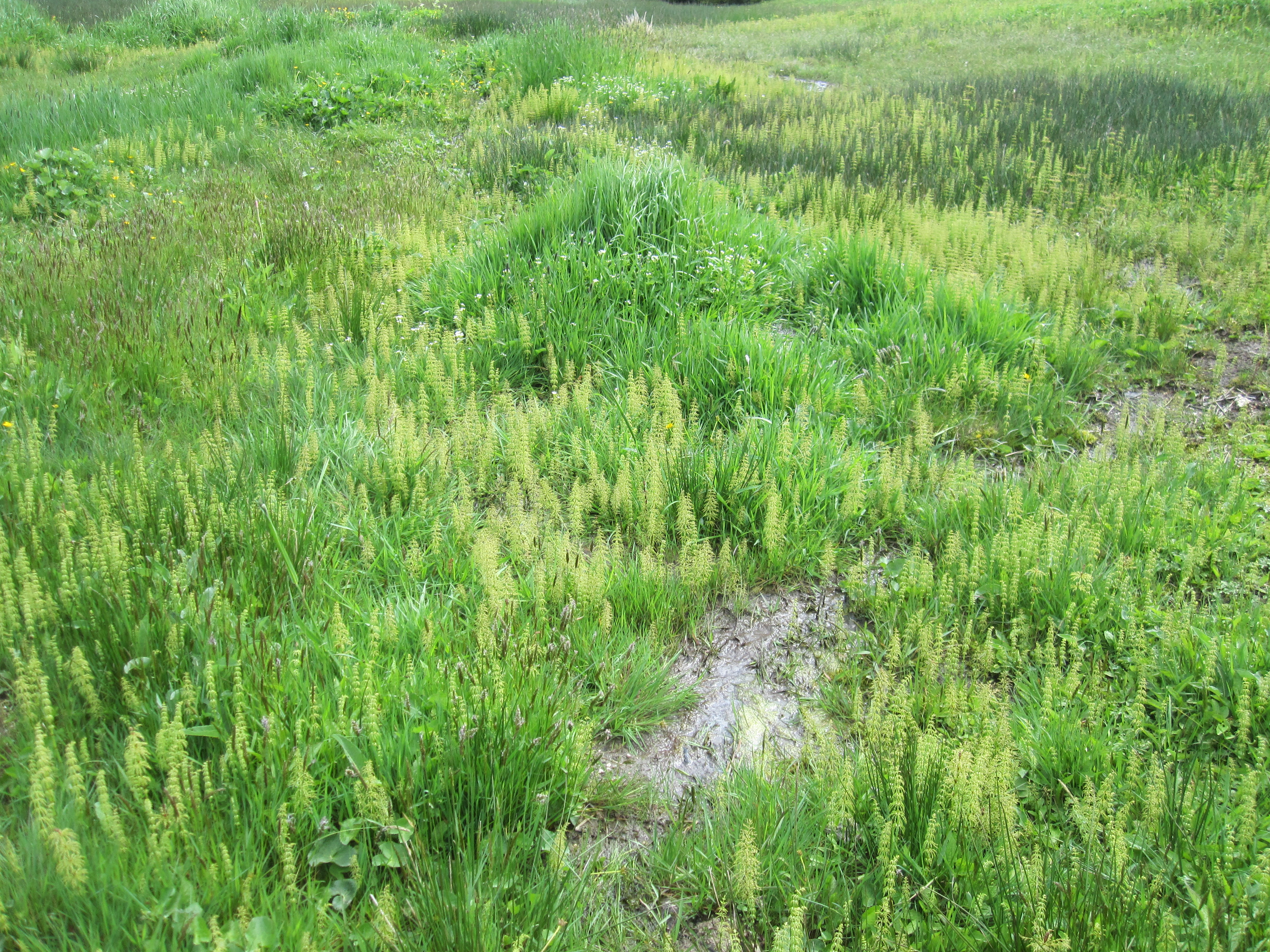
Quellbereich des Purichbächels, in Landkarten auch Hochmoorbächel genannt

Das Areal des Naturschutzgebietes bilden die Quellmulden des Hochmoorbächels und anteilig angrenzende Vernässungszonen zum Keilbach, die beide in südliche Richtung zur Zwickauer Mulde entwässern. Die nebeneinander liegenden Zonen sind stellenweise von holozänen Sedimentuntergründen tonig-schluffiger Art und auflagernden Moorkörpern gekennzeichnet, die hier eine deutliche Torfbildung mit einer Mächtigkeit zwischen 0,6 und 2,5 m aufweisen. Die Ton-Schluff-Sedimente aus den Verwitterungszonen des im Umfeld anstehenden Granits bewirken die wasserstauende Wirkung in den Mulden. Gemäß der Äquidistantenkarte von 1875 waren im östlichen Teilbereich noch drei kleine Teiche vorhanden. Pollenanalytische Befunde in der Region verweisen auf einen Beginn der Moorbildung in diesem Teil des Erzgebirges am Übergang vom Atlantikum zum Subboreal. Größtenteils erstrecken im geschützten Areal deutlich ältere Solifluktionsbereiche aus Gehängelehm und Gesteinsschutt der Weichsel-Kaltzeit mit anmoorigen Auflagerungen.
Im Naturschutzgebiet gibt es als wertvoll eingestufte Lebensraumtypen (LRT) nach der FFH-Richtlinie der Europäischen Union wie artenreiche Borstgrasrasen (LRT 6230), Übergangs- und Schwingrasenmoore, Berg-Mähwiesen (LRT 6520), Montane Fichtenwälder (LRT 9410) und Birken-Moorwälder (LRT 91D1). Der Erzgebirgskreis erwähnt im Informationsblatt über das Schutzgebiet das Vorkommen gebietstypischer und besonders geschützter Pflanzen:
- Moor-Kiefer (Pinus x rotundata grex arborea),
- Wald-Läusekraut (Pedicularis sylvatica),
- Echte Arnika (Arnica montana),
- Rundblättriger Sonnentau (Drosera rotundifolia) und
- Tannen-Teufelsklaue (Huperzia selago).[1] Auch das
- Gefleckte Knabenkraut (Dactylorhiza maculata) und
- Rötliche Torfmoos (Sphagnum rubellum) kommen vor.[22]

Aus dem Pflanzenspektrum im Lebensraumtyp Borstgrasrasen werden
- Sparrige Binse (Juncus squarrosus) und
- Aufrechtes Fingerkraut (Potentilla erecta) herausgestellt.
Als Moorpflanzen werden
- das Schmalblättrige Wollgras (Eriophorum angustifolium),
- das Scheidige Wollgras (Eriopherum vaginatum) und
- die Moor-Heidelbeere (Vaccinium uligonosum) erwähnt.[1]

Bruten von 22 Vogelarten wurden kartiert. Andere Tierarten wurden noch nicht genügend untersucht. Der Neuntöter (Lanius collurio) kommt in den angrenzenden Hecken und im Offenland vor.
Für Tagfalter bieten die „blütenbunten Wiesen“ einen Lebensraum. Erwähnung finden der Rundaugen-Mohrenfalter (Erebia medusa) und Weißbindige Mohrenfalter (Erebia ligea) und von den Perlmuttfaltern der Kaisermantel (Argynnis paphia) und der Große Perlmuttfalter (Argynnis aglaja).

## Pflege und Entwicklung
„Hydrologische Erhaltung und gegebenenfalls Sanierung des Mooreinzugsgebietes, die naturschutzgerechte Pflege der Moor- und Offenlandbiotope sowie Arten- und Biotopschutzmaßnahmen, vor allem für die Moor-Kiefer“, so beschreibt Friedemann Klenke die im Schutzgebiet anstehenden Aufgaben. Im Projektsteckbrief des Büros für Ökologie und Naturschutz wird betont, der Wasserhaushalt des Schutzgebietes sei zwar nicht vollständig wiederherstellbar, die Verbesserung des Wasserhaushalts aber durch klimatische und hydrologische Schutzzonen unerlässlich. Die wiedervernässte Torfabbaufläche werde sich zu Moor- und sonstigen Feuchtwäldern entwickeln, in die natürliche Offenflächen eingestreut seien. Durch Pflege müssten weitere Teilbereiche offengehalten werden. Auch wird ein Abschieben von Pfeifengrasdecken in Teilbereichen empfohlen, damit Rohtorfböden entstünden. Zur in Sachsen vom Aussterben bedrohten Moorspirke wird angeregt, sie an Ort und Stelle zu erhalten, zu vermehren und an geeignete Standorte des Schutzgebietes zu pflanzen sowie eine forstliche Bestandespflege durchzuführen. Für Zwischenmoore, Borstgrasrasen und Bergwiesen soll die bisherige Pflege und Bewirtschaftung beibehalten und optimiert werden. In den Montanen Fichtenwäldern sollen weitere Vernässungen und damit einhergehend die Verbesserung der Biotopstrukturen durchgeführt und natürliche Veränderungen zugelassen werden.

## Bildergalerie

Das Naturschutzgebiet „Moore südlich Schönheide“ als Wald, Moor und Offenlandschaft
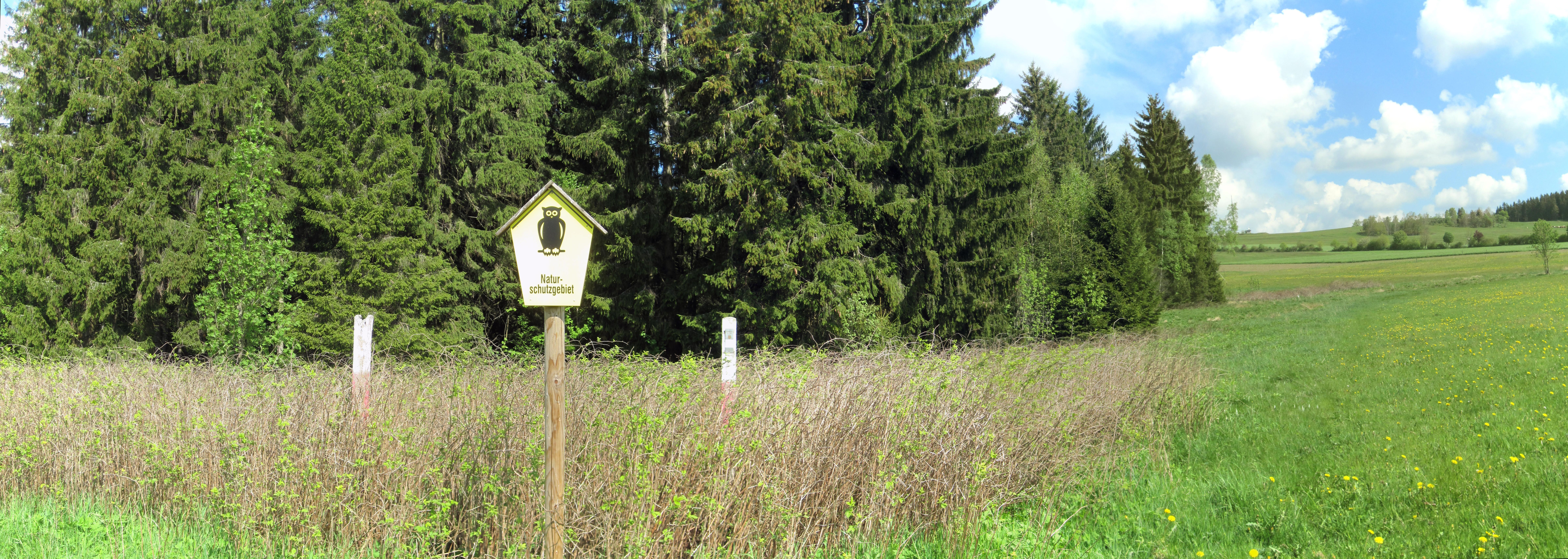
Grenzbereich im Süden
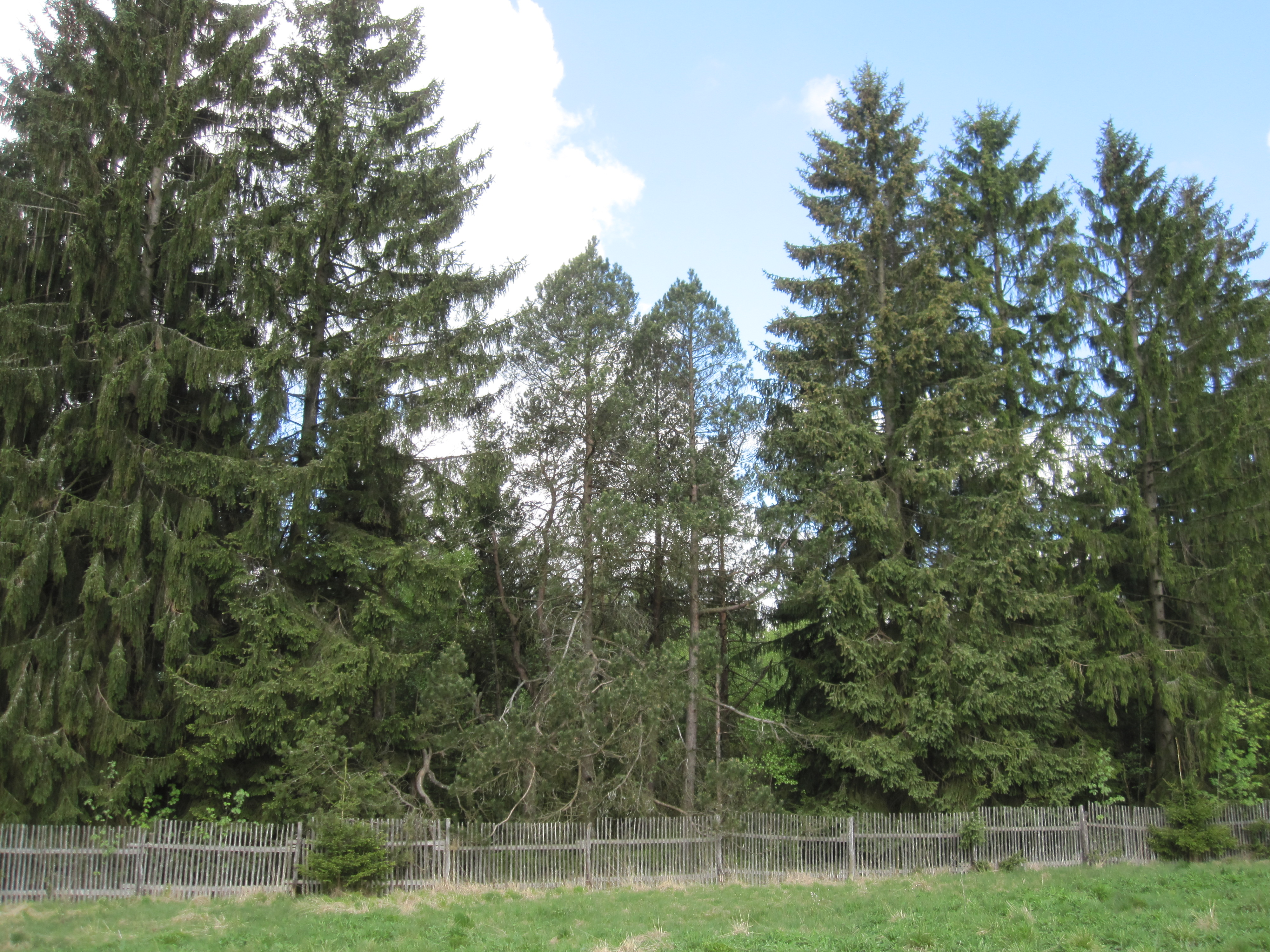
Reste des alten Zaunes
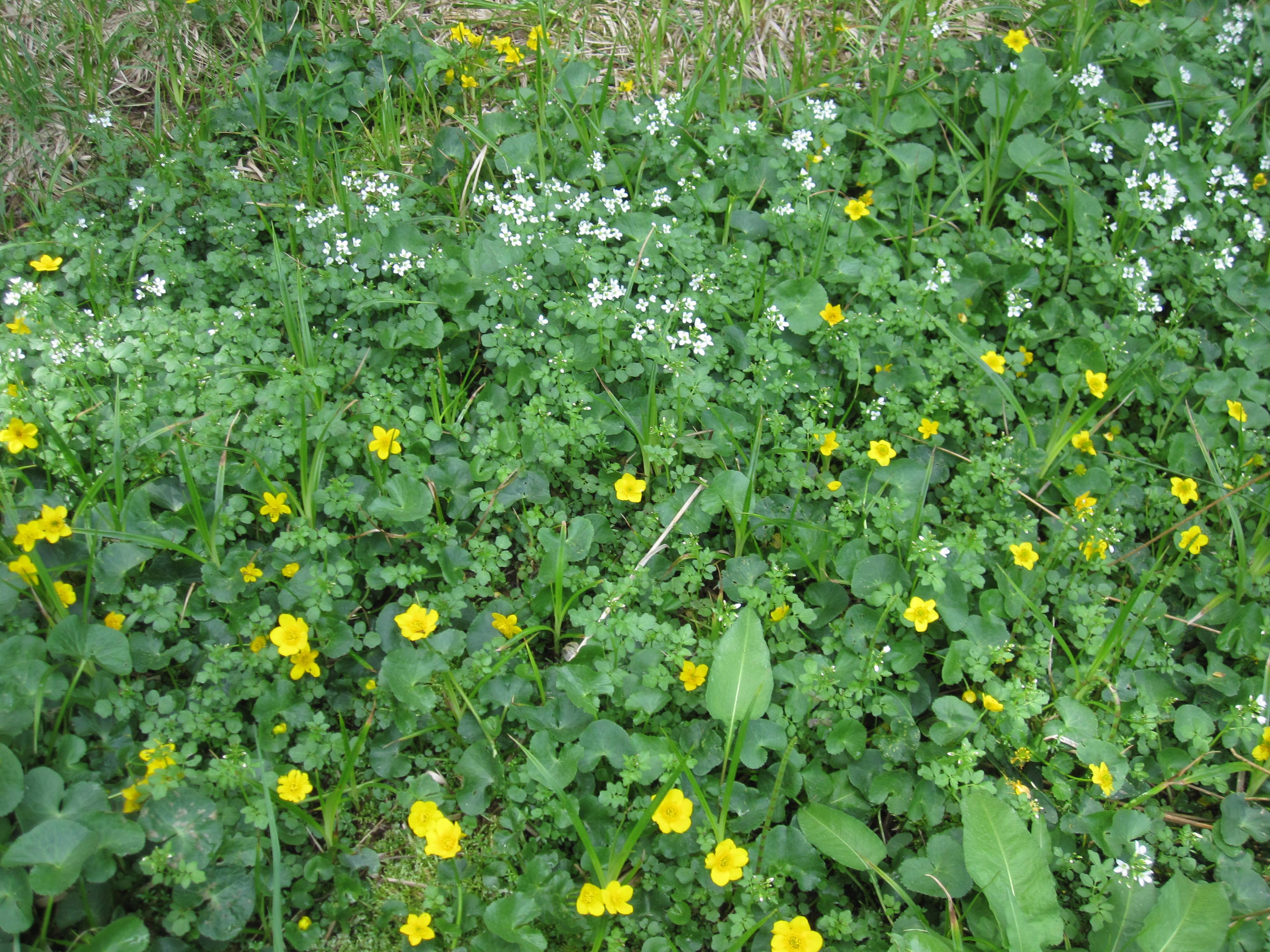
Blühaspekt im Mai
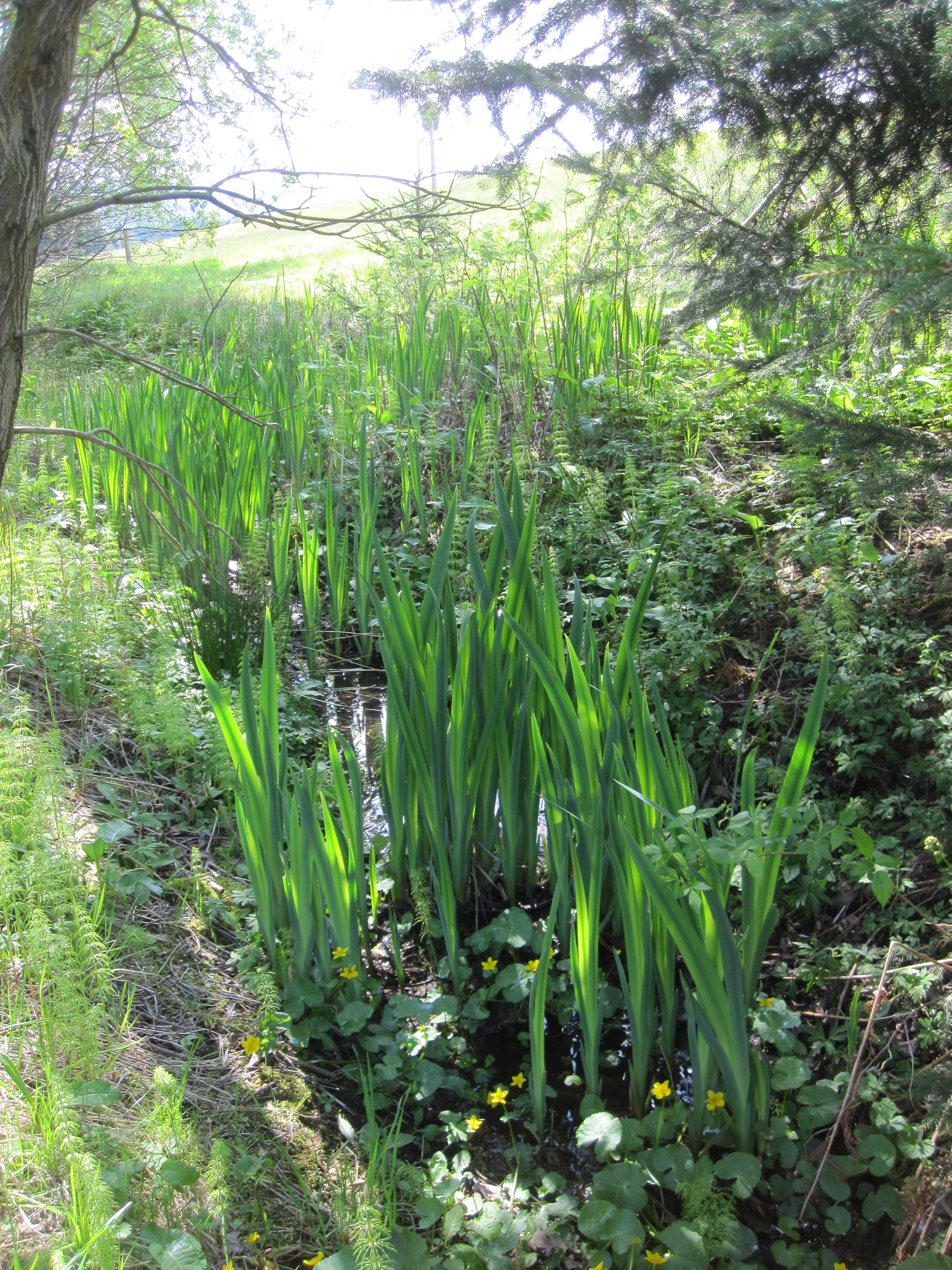
Hochmoor-bächel
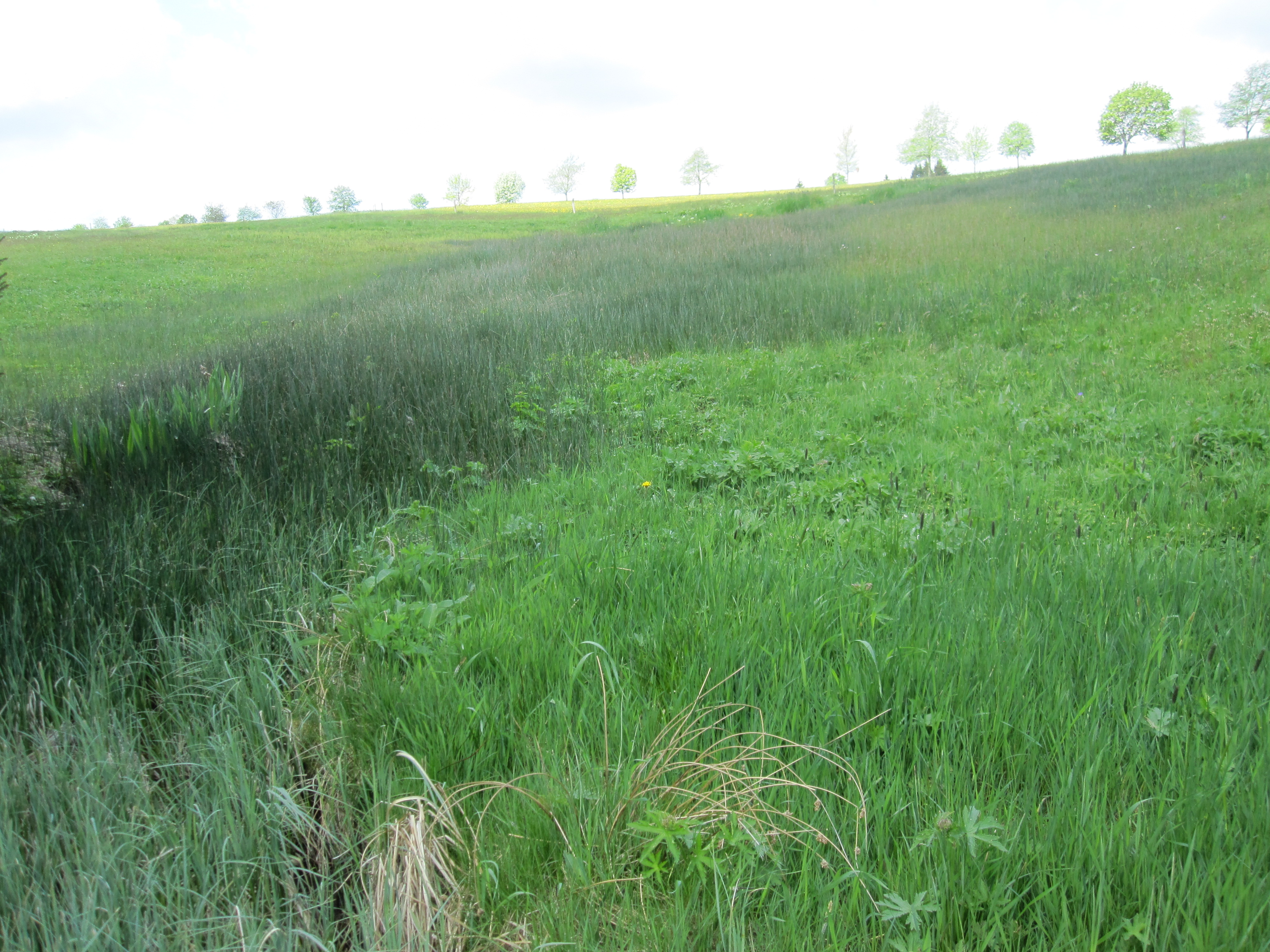
Quellbereich am Fichzigweg
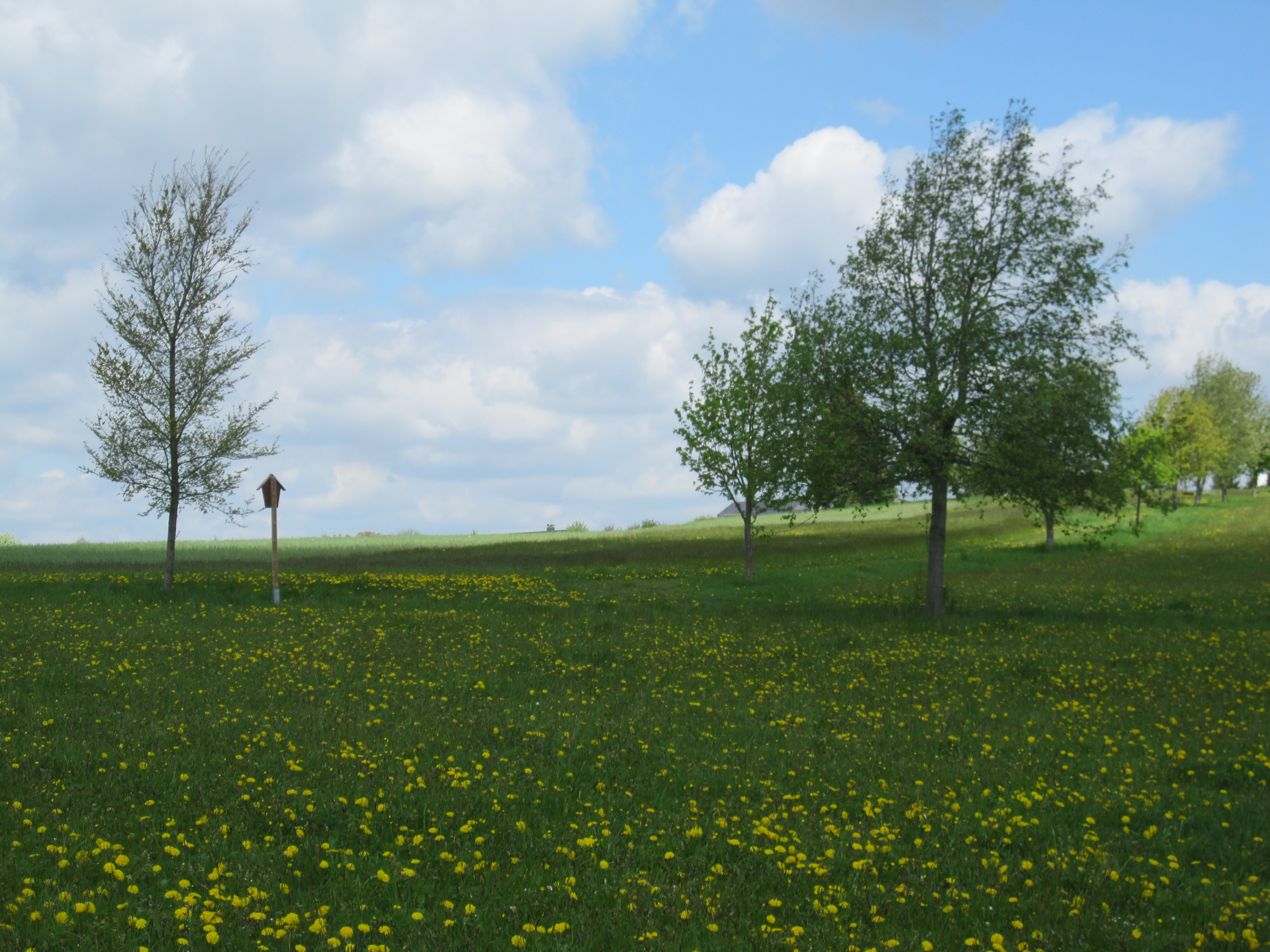
Nordgrenze des Schutzgebiets